# Vida naturreservat
Vida naturreservat ligger i Heby kommun, Uppsala län, sydöst om byn Vida ned mot Harboån.
Området är naturskyddat sedan 2004 och är 94 hektar stort. Reservatet består av gammal barrskog och sumpskogar.